# Palácio Chávarri
O Palácio Chávarri (em basco: Txabarri jauregia) é um edifício situado na Praça Moyúa, no centro de Bilbau, a capital da Biscaia, no País Basco espanhol. Foi construído em 1894 para ser a residência da família do influente industrial e político biscainho Víctor Chávarri (pai). Foi desenhado pelo arquiteto belga Paul Hankar, com a colaboração do arquiteto espanhol Atanasio de Anduiza, que também dirigiu a construção. Em 1943 foi convertido na sede do governo civil da Biscaia, tendo então sofrido obras de requalificação dirigidas pelo aqruiteto Eugenio María de Aguinaga, que incidiram sobretudo na decoração interior e se prolongaram até 1947. Em 1995 foi classificado como "Bem de Interesse Cultural".
O palácio encontra-se no coração do ensanche de Bilbau. A sua fachada principal, em chanfradura, dá para a Moyúa, prolongando-se para a Gran Vía e para a Rua de Elcano. É uma obra de estilo eclético, com fortes influências revivalistas neoflamengas, que lhe dão semelhanças com os palácios renascentistas de Antuérpia e Bruges. Tem a particularidade de todas as suas janelas serem diferentes. Alguns dos seus salões foram decorados pelo pintor basco José Echenagusia Errazquin.
Tem quatro pisos: rés do chão, três andares e sótão amansardado. É coberto com silhares polícromos, com decorações em estuque e motivos em ferro forjado. O acesso principal em arco abatido foi aberto quando foi mudada a função do edifício nos anos 1940. Tem também um acesso lintelado no eixo direito da fachada em chanfradura. Nos três andares abrem-se de forma assimétrica uma grande quantidade vãos lintelados e em arco de meio ponto: janelas, mirantes, varandas com balaustrada de pedra ou parapeito de ferro. O sótão amansardado apresenta várias claraboias.